# Brandon Wilson (calciatore)
Brandon Wilson (Gaborone, 28 gennaio 1997) è un calciatore botswano naturalizzato australiano, centrocampista del Bali Utd.

## Biografia
Wilson è nato a Gaborone, in Botswana, da genitori inglesi. Ha vissuto a Doncaster, in Inghilterra, dall'età di due anni. Si è trasferito in Australia Occidentale all'età di dieci anni.

## Carriera

### Club
Il 26 luglio 2021 viene acquistato a titolo definitivo dalla squadra finlandese dello SJK.

### Nazionale
Ha giocato nelle nazionali giovanili australiane Under-20 ed Under-23.